# S.I.N.G.
S.I.N.G. – debiutancki album ZoSi, wydany 12 maja 2009 roku przez wytwórnię płytową Blue Infinity. Album zawiera 10 premierowych utworów, wśród których znajduje się m.in. przebój „Mogę”, z którym to Zosia Karbowiak wystartowała w konkursie Premiery w Opolu. W nagrywaniu płyty wokalistce pomagali członkowie grupy muzycznej Chicago, tacy jak Chris Pinnick, Robert Lamm czy Jason Scheff.

## Lista utworów
1. „Sunny Day” – 3:46
2. „Love Your Mistakes” – 3:26
3. „Mogę” – 3:19
4. „S.I.N.G.” – 3:26
5. „When” – 3:58
6. „Full of Pride” – 4:13
7. „Live Your Life” – 2:46
8. „Living On Earth” – 3:53
9. „Written in My Heart” – 3:03
10. „It’s OK” – 4:02